# Paectes psaliphora
Paectes psaliphora là một loài bướm đêm trong họ Noctuidae.